# Linha Liublinsko-Dmitrovskaia (metro de Moscovo)

Linha Liublinsko-Dmitrovskaia

A linha Liublinsko-Dmitrovskaia (em russo:  Люблинско-Дмитровская), por vezes referida como linha 10, é uma das linhas do metro de Moscovo, na Rússia.
Foi inaugurada em 28 de dezembro de 1995 (29 anos) e circula entre as estações de Mariina Roshcha e Mariino. Tem ao todo 14 estações.